# 霍尼韦尔

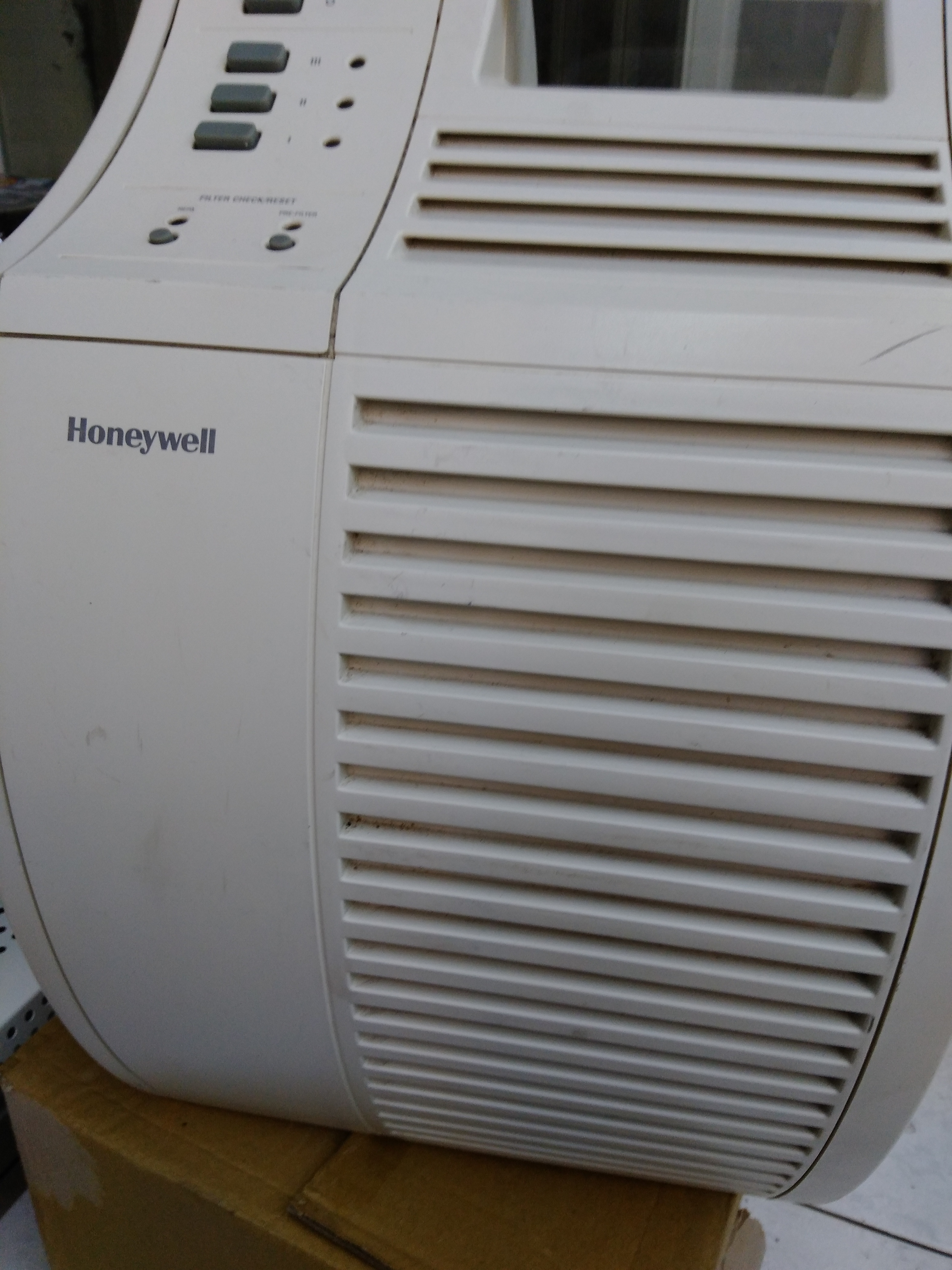
honeywell空氣清淨機

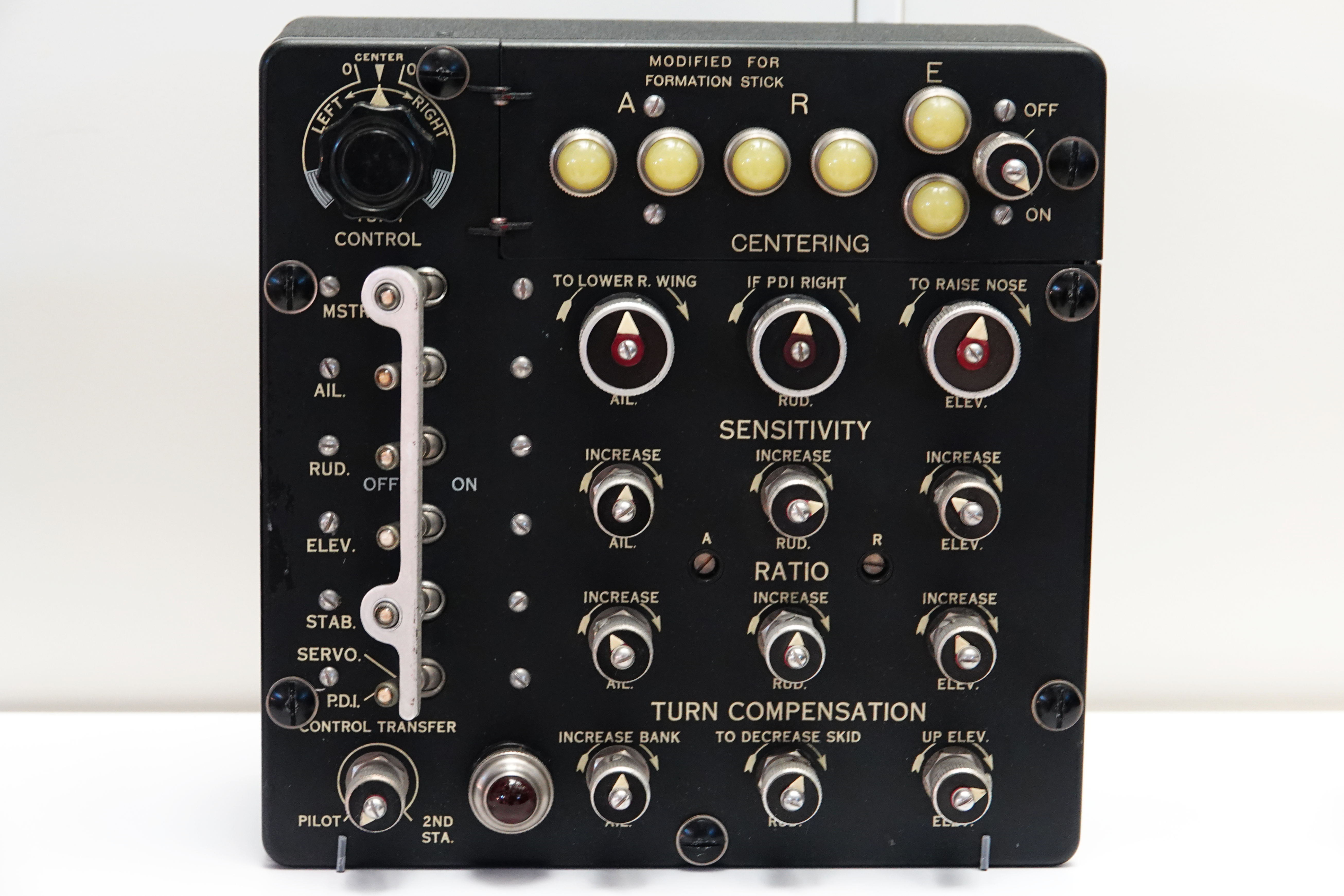
二战时期的霍尼韦尔C-1自动飛行控制面板

霍尼韦尔国际（Honeywell International），是美国一家以电子消费品生产、工程技术服务和航空航天系统为主的跨国性公司，总部位于北卡羅來納州夏洛特。名列《财富》杂志100强公司，拥有约110,000名雇员，其中约44,000名在美国。
霍尼韦尔公司（Honeywell, Inc.）由马克·C·霍尼韦尔于1906年创立，于二战期间藉由生产航空产品进入防务工业；特殊材料业务可以追溯到1870年由化学家William H. Nichols创办的一家小公司。1999年與聯合訊號公司（AlliedSignal, Inc.）合并为现今的霍尼韦尔国际，尽管联合信号是承繼法人、规模是霍尼韦尔的两倍，但公司的名称依然使用霍尼韦尔（Honeywell），因为後者的品牌知名度更高。另外一方面，霍尼韦尔將总部合并到联合信号位於新泽西州莫里斯敦的总部，因此，霍尼韦尔前总部所在地（明尼蘇達州明尼亞波利斯）有一千多人失业。一小部分人迁到新总部工作，而绝大部分则不得不寻找新工作或者退休；所以，合并不久，公司的股票大跌，直到2007年才回到了合并前的水準。

## 历史
- 1886年4月，亞伯特·布茲（Albert Butz）成立布茲電子溫度調節器公司（Butz Thermo-Electric Regulator Co.）。
- 1888年，布茲公司被統一溫度控制公司（Consolidated Temperature Controlling Co. Incorporated）收購，並於1892年更名為電子供熱調節器公司（Electric Heat Regulator Co）。
- 1906年，馬克·霍尼韋爾成立霍尼韋爾特種加熱器公司（Honeywell Heating Specialty Co, incorporated）。
- 1912年，電子供熱調節器公司再度改名明尼阿波利斯熱調節器公司（Minneapolis Heat Regulator Company）。
- 1920年，《華盛頓郵報》發行人尤金·邁耶（Eugene Meyer）和科學家威廉·尼可斯（William Nichols）將五家美國化學品公司聯合成立聯合化學染料公司（Allied Chemical & Dye Corporation）。
- 1922年，山姆·莫希爾（Sam Mosher）創辦信號汽油公司（Signal Gasoline Company），1928年更名為信號石油天然氣公司（Signal Oil and Gas Company）。
- 1927年，明尼阿波利斯熱調節器與霍尼韋爾特種加熱器公司合併創立明尼阿波利斯-霍尼韋爾調節器公司（Minneapolis-Honeywell Regulator Co.,）。
- 1936年，約翰·克里福·蓋瑞（John Clifford "Cliff" Garrett）成立蓋瑞公司（Garrett Corporation）。
- 1958年，聯合化學染料公司更名為聯合化學公司（Allied Chemical Corp.）。
- 1963年，明尼阿波利斯-霍尼韋爾調節器公司正式更名為霍尼韋爾公司（Honeywell, Inc.）。
- 1964年，信號石油天然氣公司將蓋瑞納入旗下，1967年則是麥克貨車公司（Mack Trucks, Inc.），並於1968年改名信號公司（The Signal Companies, Inc.）。
- 1981年，聯合化學公司更名為聯合公司（Allied Corporation）。
- 1985年，聯合與信號公司合併為聯合-信號公司（Allied-Signal, Inc.），1993年強化公司一體形象改名聯合信號公司（AlliedSignal, Inc.）。
- 1999年，霍尼韋爾和聯合信號公司合併為霍尼韦尔国际公司（Honeywell International, Inc.），承繼法人是「聯合信號」。
- 2015年，總部遷至紐澤西州莫里斯平原市（英语：Morris Plains, New Jersey）。
- 2019年，因高額稅收減免優惠吸引，總部又搬到北卡羅來納州夏洛特。
- 2020年12月，霍尼韋爾宣布已同意以13億美元現金從New Mountain Capital手中收購私人持有的生命科學軟體公司Sparta Systems，此舉將擴大Honeywell Forge平台的覆蓋範圍。Sparta Systems提供企業品質管理軟體（QMS），包括用於生命科學的SaaS平台。它在全球擁有約250名員工，為400多家客戶提供服務，其中包括世界50強製藥公司中的42家和醫療器械50強公司中的33家；交易於2021年初完成。[4]
- 2021年4月，Will.i.am和霍尼韋爾合作開發了Xupermask，這是一種由矽和運動網眼織物製成的智能面罩，面罩內裝有LED燈、3速風扇和降噪耳機。[4]

- 2025年2月6日，霍尼韦尔宣布重组计划，将公司分拆成自动化和航空航天业务，高性能材料业务三家独立上市公司，分别霍尼韦尔自动化（Honeywell Automation），霍尼韦尔航空航天（Honeywell Aerospace），先进材料（Advanced Materials）。

## 主要業務
- 航太事業（Aerospace Solutions）
- 智能建築（Building Technologies）
- 安全與生產力解決方案（Safety and Productivity Solutions）
- 製程整合（Process Solutions）
- 特殊材料科技（Performance Materials Technologies）

## 亞洲區

### 中國大陸
- 霍尼韦尔（中国）有限公司（Honeywell (China) Co., Ltd.，亚太区总部）[註 2]

### 香港
- 霍尼韋爾（香港）有限公司（Honeywell Limited）

### 澳門
- 霍尼韋爾（澳門）有限公司（Honeywell (Macau) Limited）

### 日本
- 日本ハネウェル株式会社（Honeywell Japan Ltd.）

### 台灣
- 漢威聯合股份有限公司（Honeywell Taiwan Ltd.）[註 3]

## 通用电气合并企图
通用电气于2000年宣布有意購併霍尼韦尔国际，当时霍尼韦尔国际的价值超过210亿美元。合并获得美国当局的通过，但在2001年7月3日遭欧洲委员会负责竞争事务的委员马里奥·蒙蒂力阻，理由是基于通用电气在大型喷气发动机市场的统治地位，以及霍尼韦尔国际在喷气发动机和航空电子方面的投资，新公司将会把产品“捆绑”且通过创建水平垄断遏制竞争。但美国方面并不认同这样的观点，反而認為合并将加剧竞争和降低价格；結果因歐盟方面否決而胎死腹中。2007年，通用电气兼併了拥有类似产品投资的史密斯航太（Smiths Aerospace），並更名為GE航太系統。

## 外部連結
- 官方网站
- - Honeywell的商業數據：Google Finance
  - Yahoo! Finance
  - Reuters
  -  SEC filings

| 前任者： AlliedSignal | 道瓊工業平均指數成分股 1999年12月2日 – 2008年2月9日 | 繼任者： 雪佛龍 |